# Rudine (Čajetina)
Rudine (Servisch cyrillisch Рудине) is een plaats in de Servische gemeente Čajetina. De plaats telt 159 inwoners (2002).